# بازدارنده گابا ترانس‌آمیناز
بازدارنده گابا ترانس‌آمیناز (انگلیسی: GABA transaminase inhibitor) در علم داروشناسی، به گروهی از بازدارنده‌های آنزیمی گفته می‌شود که کارشان مهار کردنِ گابا ترانس‌آمیناز (گابا) است. مهار کردنِ آنزیم گابا ترانس‌آمیناز، تجزیهٔ گابا را کاهش داده و منجر به افزایش غلظت گابای یاخته‌های عصبی می‌شود.
برخی نمونه‌های این داروها عبارتند از: والپروئیک اسید، ویگاباترین، فنیل‌اتیلیدن‌هیدرازین (و تمام داروهایی که به آن متابولیزه می‌شوند، مثل فنلزین)، سولفات-او-اتانول‌آمین (EOS) و سیکلوسرین.
برخی از داروهای این خانواده، ضدتشنج هستند و در درمان صرع کاربرد دارند.